# André Maenhout
André Maenhout is een personage uit de Vlaamse ziekenhuisserie Spoed dat werd gespeeld door Jos Dom. Hij is een vast gastpersonage dat regelmatig in de serie opduikt. Daarnaast is hij het enige personage in Spoed dat in alle seizoenen voorkomt.

## Personage
André Maenhout is de algemeen directeur van het ziekenhuis. Hij is iemand die erg op zijn strepen staat en hij houdt er niet van om tegengesproken te worden door het personeel. Hij komt zo nu en dan eens op de spoeddienst opdagen als er een belangrijk iemand verzorgd wordt of als er grote problemen zijn. Als algemeen directeur denkt hij vooral aan de goede naam van het ziekenhuis. Hij staat er ook op dat belangrijke personen nog extra in de bloemetjes worden gezet. Hij heeft vaak meningsverschillen met medisch directeur Luc Gijsbrecht, maar ondanks die grote meningsverschillen hebben ze veel respect voor elkaar.

## Trivia
- André Maenhout komt in beeld vanaf het einde van seizoen 1. Acteur Jos Dom is echter ook al een tiental afleveringen eerder te zien, wanneer zijn personage samen met enkele andere mannen Iris Van Hamme verkracht. Het gaat hierbij echter om een ander personage, namelijk een man genaamd Werner (achternaam onbekend).